# Grok

Logo

Grok ist ein erstmals 2023 veröffentlichter KI-Chatbot von xAI. Grok basiert auf einem generativen Large Language Model (LLM) und hat Echtzeitzugriff auf die Daten des sozialen Netzwerks X. Über X gibt es zusätzlich zur eigenständigen Website und App einen direkten, kostenlosen Zugriff auf die KI.

## Name, Grundprinzipien und Geschichte
Der Name „Grok“ stammt aus dem Science-Fiction Roman Stranger in a Strange Land von Robert A. Heinlein aus dem Jahr 1961 und bedeutet so viel wie „vollständiges Verstehen“ oder „intuitives Erfassen“. Entwickler geben an, Grok orientiere sich an Per Anhalter durch die Galaxis. Grok kann mit Humor und einer „rebellischen Ader“ antworten. Diese vom Benutzer steuerbare Funktionalität soll eine Abkehr von den neutralen und sachlichen KI-Antworten hin zu einem menschlicheren, ansprechenderen Gesprächsstil markieren.
Das Ziel bei der Entwicklung war es, eine „maximal wahrheitssuchende KI“ (maximum truth-seeking AI) zu entwickeln, die keine Rücksicht auf politische Korrektheit nimmt und auch unbequeme Wahrheiten ausspricht. Dies soll als direkter Gegensatz zum Chatbot ChatGPT von OpenAI dienen, der Musk zufolge „woke“ sei und deshalb politische Korrektheit über die Wahrheit stelle.
Anfang 2025 gab es Berichte, dass xAI versuche, Grok so zu trainieren, dass er Quellen ignoriert, die Musk oder US-Präsident Donald Trump der Verbreitung von Desinformation bezichtigen. Nach öffentlicher Kritik erklärte Igor Babuschkin, technischer Leiter von xAI, dass diese Modifizierung eine persönliche Initiative eines neu eingestellten Mitarbeiters gewesen sei, die bei der Überprüfung des Codes nicht erkannt worden sei. Der entsprechende Codeabschnitt soll inzwischen entfernt worden sein.

## Versionen

### Grok-1
Grok-1 ist ein Large Language Model (LLM) und weist eine Deep-Learning-Struktur auf. Dieses Modell ist mit 314 Milliarden Parametern das bisher umfangreichste LLM bekannter Größe. GPT-4 und Claude-3 Opus haben schätzungsweise über eine Billion Parameter, dazu gibt es allerdings keine offiziellen Firmendaten. Für Grok-1 wurde noch kein Fine-Tuning zur Optimierung bestimmter Anwendungen und Stärkung der Vertrauenswürdigkeit durchgeführt.
Grok-1 ist besonders leistungsfähig bei Standardbenchmarks für maschinelles Lernen, bei denen es seinen Wettbewerber ChatGPT-3.5 übertraf und nur hinter Modellen mit deutlich größeren Trainingsdatensätzen wie GPT-4 zurückblieb.
Um die Transparenz zu erhöhen, ließ Musk im März 2024 Groks Modellarchitektur und Gewichts-Parameter als Open Source (Apache 2.0) lizenzieren. Die verwendeten Trainings-Algorithmen und Daten sind jedoch weiter nicht zugänglich.

#### Grok-1.5V
Zusätzlich zu den textbasierten Fähigkeiten von Grok-1 wurde Grok-1.5 um videobasierte Eigenschaften erweitert. Grok machte damit einen Schritt Richtung multimodale Anwendungen.

### Grok-2
Am 14. August 2024 wurden Grok-2 und Grok-2 mini mit verbesserter Leistung und Denkfähigkeit sowie der Möglichkeit zur Text-zu-Bild-Generation mit FLUX.1 von Black Forest Labs angekündigt. Grok-2 wurde sechs Tage später, am 20. August, veröffentlicht.
Im Dezember 2024 veröffentlichte xAI eigenständige Grok-Web- und iOS-Apps, zusätzlich zur bestehenden Verfügbarkeit auf X. Diese wurde am 9. Januar 2025 weltweit verfügbar gemacht.

### Grok 3
Am 17. Februar 2025 veröffentlichte xAI Grok 3 als Betaversion. Elon Musk erklärte, Grok 3 wurde im riesigen Datenzentrum Colossus mit rund 200.000 GPUs mit 10-mal so viel Rechenleistung wie Grok-2 trainiert. Laut xAI und Elon Musk soll Grok 3 mit den führenden KI-Modellen von Unternehmen wie Google, Meta, DeepSeek oder OpenAI mithalten können.
Grok begann als generatives Sprachmodell mit 314 Milliarden Parametern und wurde kontinuierlich skaliert und optimiert.
Die Mixture-of-Experts-Architektur aktiviert spezialisierte Teilnetze nur bei Bedarf. Das erspart viel Rechenleistung und Kosten.
Einsatz von Reinforcement Learning from Human Feedback (RLHF) zur Anpassung an menschliche Präferenzen und Steigerung der Antwortqualität in Echtzeit: Grok erhält durch Echtzeitzugriffe auf X/Twitter sehr viele sehr aktuelle Informationen.
Elon Musk lizenzierte die Architektur und Gewichte von Grok 3 unter Apache 2.0 offen. Dies ermöglichte externe Beiträge, schnelle Fehlerbehebungen und innovative Trainingsansätze.
Durch Integration in X und eigene Apps erhält xAI ständig Nutzungs- und Feedback-Daten. Diese fließen in das Feintuning ein und verkürzen Entwicklungszyklen drastisch.

### Grok 4
Am 10. Juli 2025 wurde Grok 4 veröffentlicht. Es galt laut xAI eigentlich als das stärkste zu diesem Zeitpunkt verfügbare Modell. Jedoch scheint es zunächst zu recherchieren, was Elon Musk zu diesem Thema geäußert hat und sich bei der Antwort daran zu orientieren. Zudem machte Grok nach Veröffentlichung der neuen Version durch antisemitische Antworten und positive Urteile über Hitler auf X Negativschlagzeilen und musste vorläufig deaktiviert werden.

## Kryptowährung
Ein auf diesem Chatbot basierender Meme-Coin erreichte acht Tage nach dem Start Mitte 2024 eine Marktkapitalisierung von 160 Millionen US-Dollar.